# Potencia de diseño térmico
La potencia de diseño térmico o TDP (del inglés thermal design power) representa la máxima cantidad de potencia permitida por el sistema de refrigeración de un sistema informático para disipar el calor. Por ejemplo, una unidad central de procesamiento de un equipo portátil puede estar diseñada para 20 W de TDP, lo cual significa que puede disipar (por diversas vías: disipador, ventilador...) 20 W de calor sin exceder la máxima temperatura de unión de los transistores en el circuito integrado, a partir de la cual el transistor deja de funcionar. El TDP en ningún caso indica la máxima potencia que en algún momento el circuito integrado podría producir, indica más bien la máxima potencia que podría consumir cuando se ejecutan aplicaciones reales.